# Ctenus biprocessis
Ctenus biprocessis este o specie de păianjeni din genul Ctenus, familia Ctenidae, descrisă de Strand, 1906.
Este endemică în Etiopia. Conform Catalogue of Life specia Ctenus biprocessis nu are subspecii cunoscute.